# Interbau

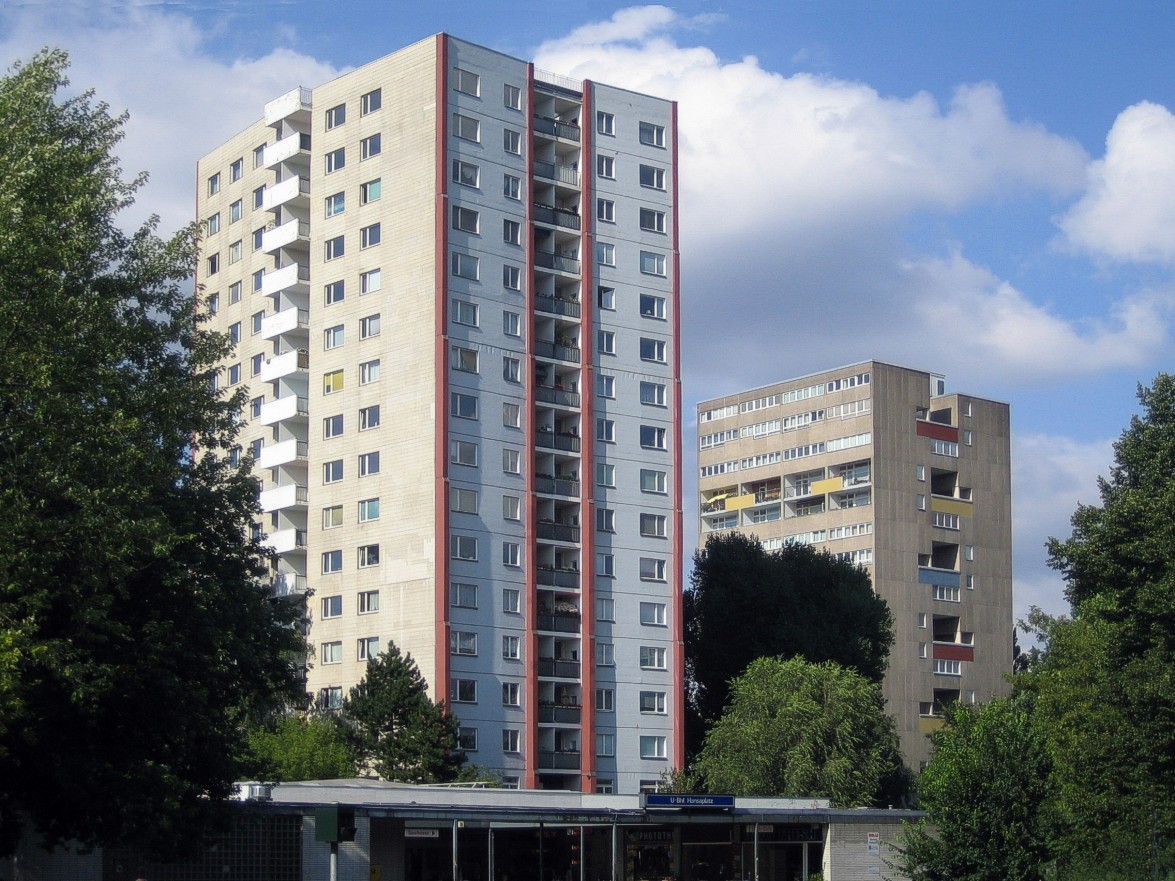
Punkthus. Arkitekter: Baldessari (vänster) och Van den Broek/Bakema

Interbau (eller IBA 57) var en byggmässa i dåvarande Västberlin som arrangerades från 6 juli till 29 september 1957. Utställningen besöktes av omkring en miljon personer.
I ramen för återuppbyggnaden av det under andra världskriget förstörda Hansaviertel arrangerades 1957 en internationell byggmässa i Västberlin. Till Interbau skapades bland annat Kongresshalle och Hansaviertel. Kända arkitekter som deltog var Alvar Aalto, Le Corbusier, Walter Gropius, Oscar Niemeyer och Hans Scharoun. Från Sverige deltog arkitektbyrån Jaenecke & Samuelson från Malmö. Deras bidrag uppskattades särskild av Interbaus besökare och kallades snart Schwedenhaus.

## Bakgrund
Interbau arrangerades av Västberlins senast och fick stöd av den västtyska regeringen. Förbundspresideten Theodor Heuss var beskyddare till utställningen. Förutom själva återuppbyggnaden av området Hansaviertel kom den också att vara en del av diskussionen om hur tyska städer skulle återuppbyggas. 
Aldrig tidigare hade en boutställning haft en sådan storlek genom att en hel stadsdel skulle återskapas. På 25 hektar byggdes cirka 1300 bostäder, bibliotek, två kyrkor, ett daghem, en grundskola och ett köpcentrum. Området kom att planeras av mer än 50 renommérande arkitekter från 14 länder. Området präglas också av stora grönområden mellan husen som utformades av 10 landskapsarkitekter. 
Interbau och det nya Hansaviertel svarade upp mot flera problem. Krigets förstörelse hade skapat en enorm bostadsbrist. I Berlin hade till skillnad från Västtyskland återuppbyggnaden av bostäder stannat av på grund av den politiska situationen. Berlins isolering från sitt omland skapade problem och människor och företag lämnade staden. Politikerna befarande att Berlin skulle marginaliseras. 1951 lade senasten fram förslaget att arrangera en stor utställning.

## Bebyggelsen
För Interbau uppfördes två byggnader som inte ingår i området Hansaviertel. I närheten av Olympiastadion byggdes Unité d'Habitation av Le Corbusier och i närheten av Reichstag byggdes Kongresshalle. I en tävling 1952 bjöds 53 arkitekter från 13 länder in, alla företrädare för Neues Bauen, den moderna arkitekturen: Alvar Aalto, Egon Eiermann, Walter Gropius, Arne Jacobsen, Oscar Niemeyer och Max Taut. Från deras skisser kom slutligen 35 objekt att förverkligas. Bostadshusen med totalt 1 160 boendeenheter grupperar sig i en blandning av hög- och låghus runt Hansaplatz som centrum. På Hansaplatz och i närheten finns kyrka, bio (idag Grips-Theater), bibliotek, dagis och tunnelbanestationen Hansaplatz (öppnad 1961). 

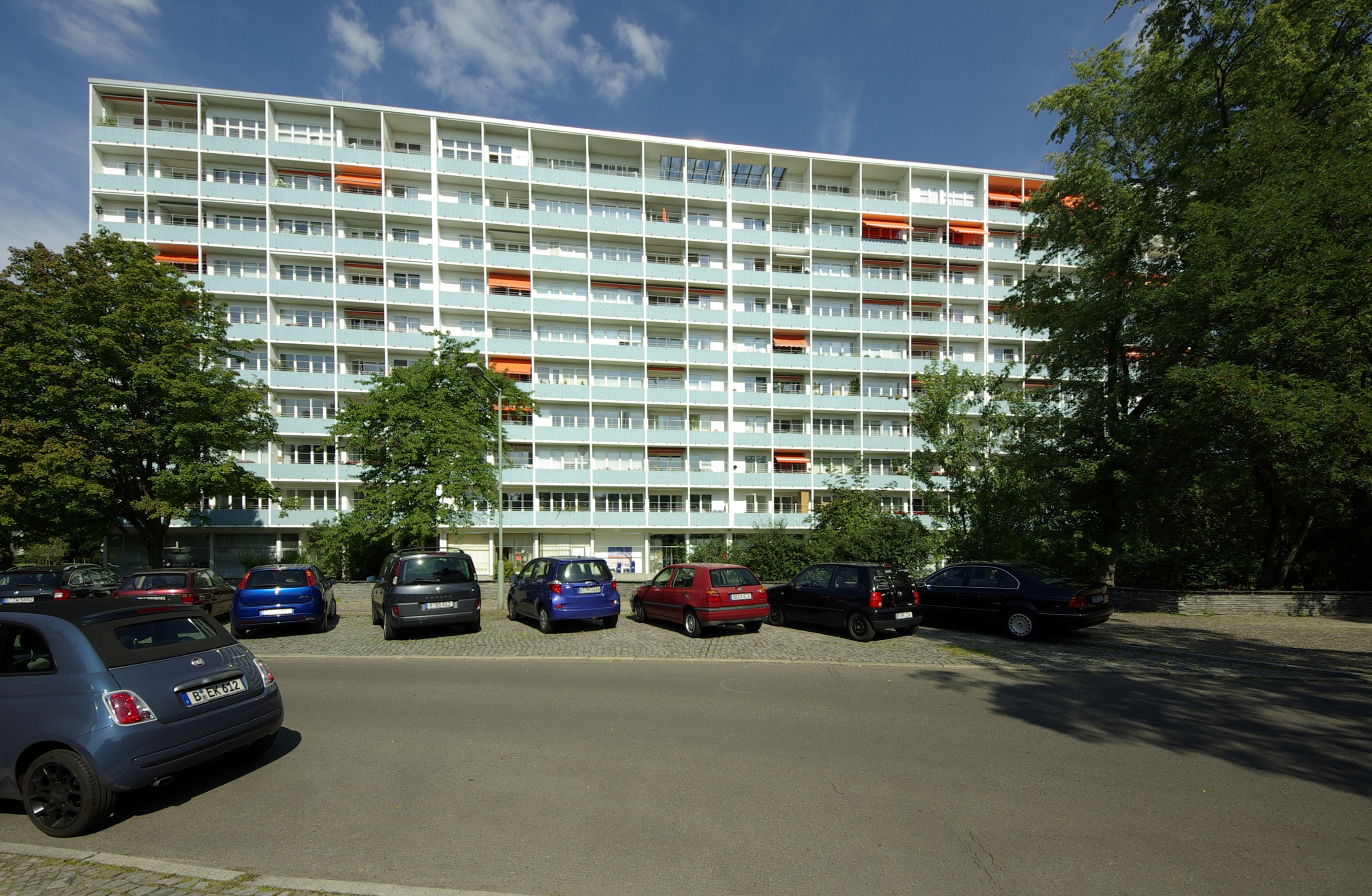
Schwedenhaus, Jaenecke & Samuelson.
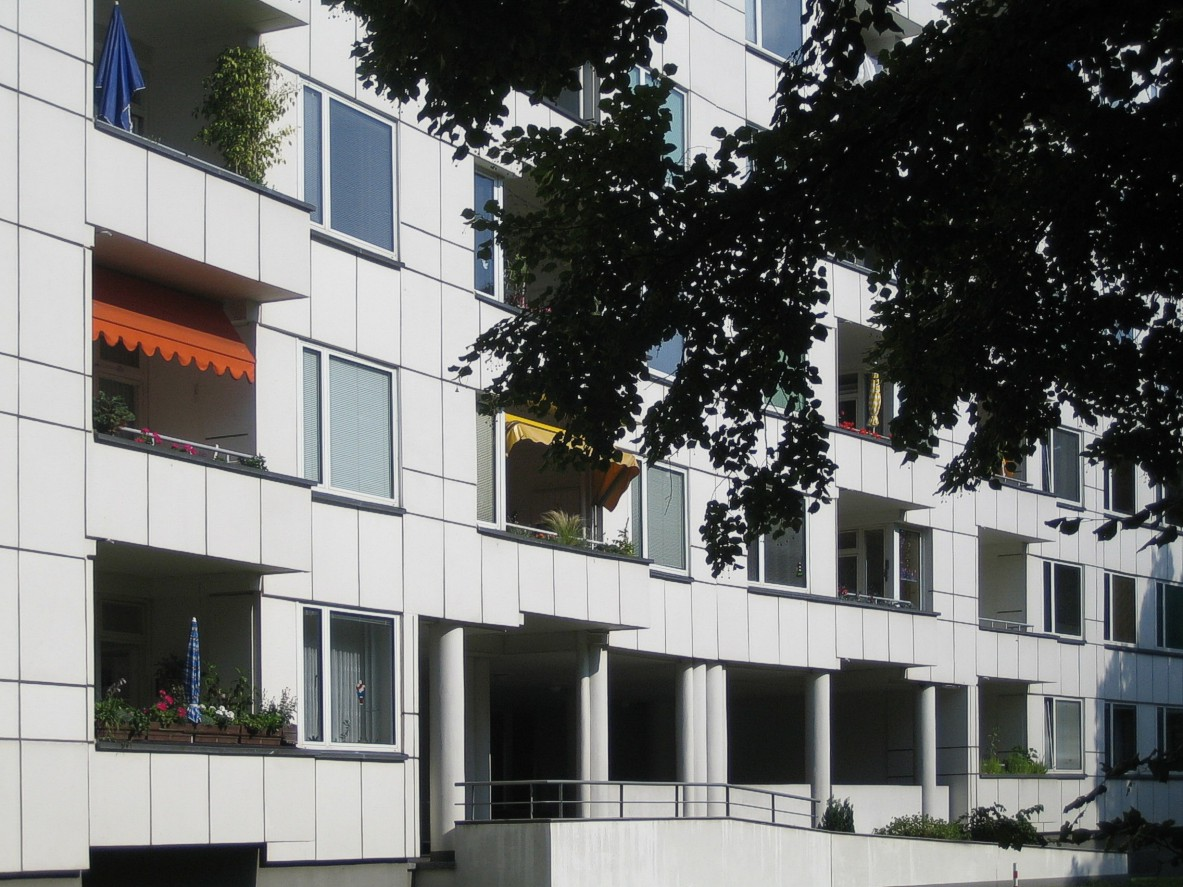
Arkitekt: Alvar Aalto
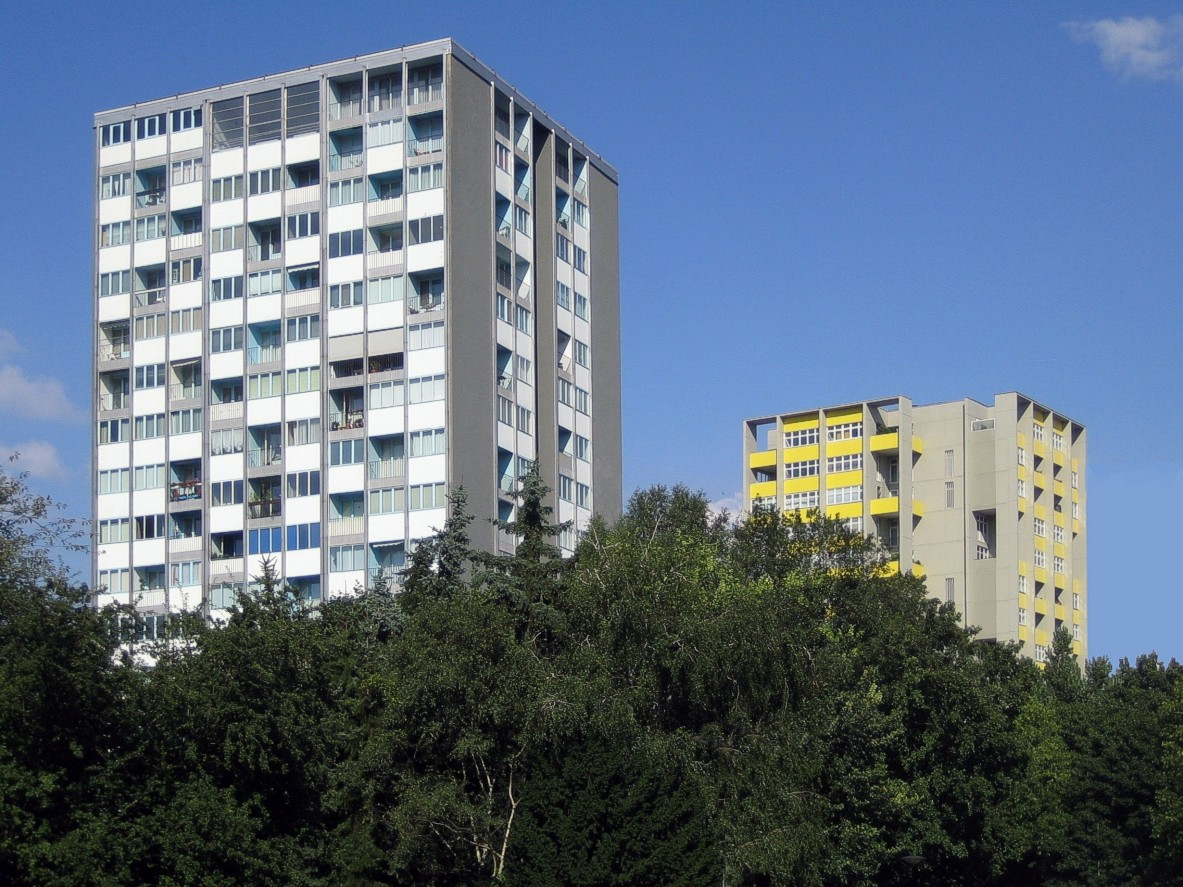
Punkthus. Arkitekter: Lopez/Beaudouin och Schwippert
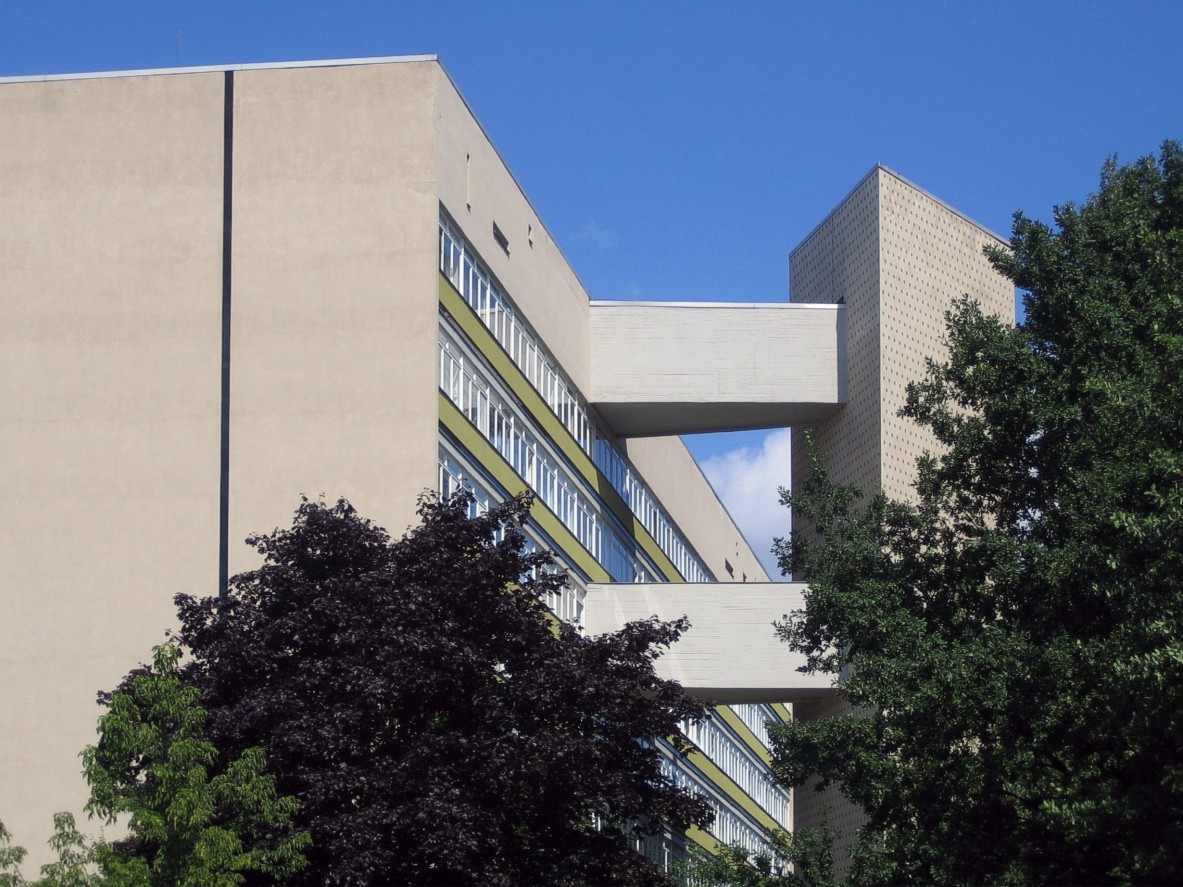
Arkitekter: Oscar Niemeyer
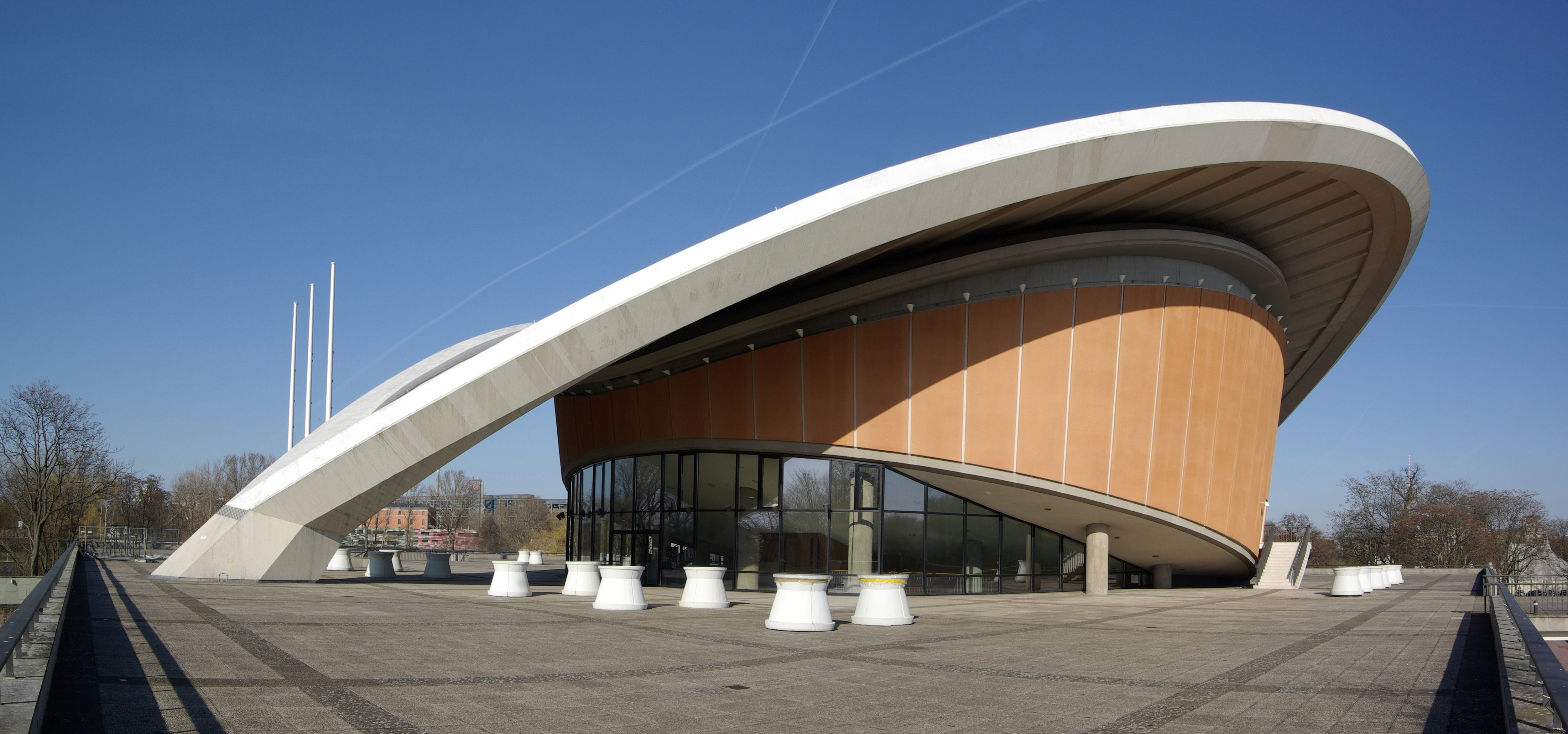
Kongresshalle.
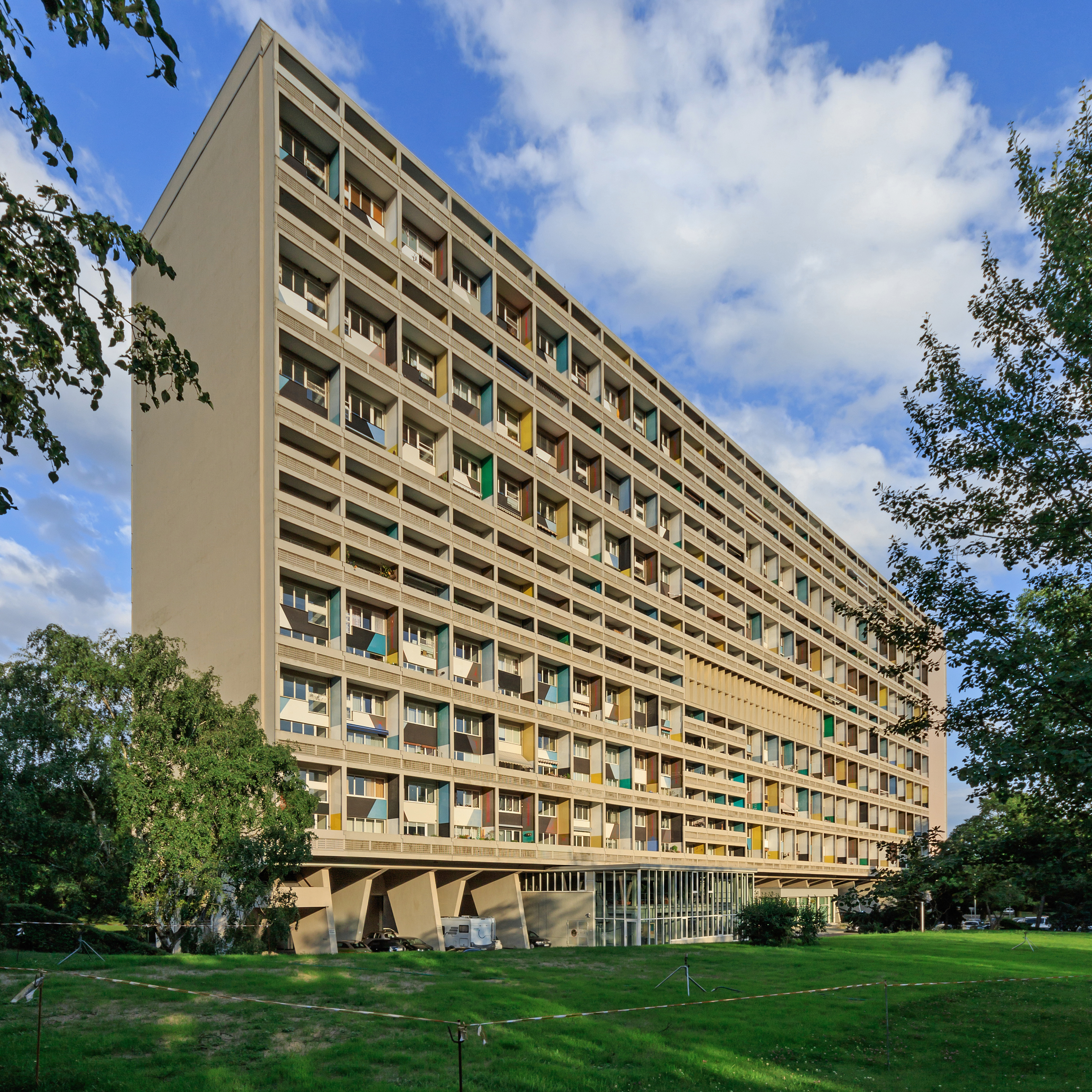
Unité d'Habitation (Corbusierhaus) av Le Corbusier